# Łagonaki
Łagonaki (ros. Лагонаки) – baza turystyczna (turbaza) położona 90 km od Majkopu w Agydei na wysokości 1650 m n.p.m., na 27. km drogi Dachowskaja – Łago-Naki. Znajduje się na trasie Wszechzwiązkowego Szlaku Turystycznego nr 30.

## Opis
Jest to budynek 3-kondygnacyjny. Dysponuje 22 pokojami 2-osobowymi i 22 pokojami 3-osobowymi, a także pokojami 4-5-osobowymi; posiada telewizję satelitarną, węzły sanitarne, lodówki, stołówkę, saunę i wypożyczalnię sprzętu narciarskiego. Zimą turbaza przyjmuje miłośników narciarstwa, działa wyciąg linowy. Latem turbaza oferuje wypożyczanie koni. W pobliżu, 3-4 km od turbazy, znajduje się jaskinia Bolszaja Aziszskaja.